# Faustin Hélie
Faustin Hélie, född den 31 maj 1799 i Nantes, död den 22 oktober 1884 i Passy, var en fransk rättslärd. Han var far till Faustin Adolphe Hélie.
Hélie innehade framskjutna poster inom den högre franska rättskipningen och förvaltningen och var även juridisk författare, huvudsakligen på straffrättens område. År 1829 uppsatte han, tillsammans med andra, Le journal de droit criminel; 1834–1843 utgav han tillsammans med Adolphe Chauveau sitt huvudverk: Théorie du code pénal (8 band; 6:e upplagan 1887–1888), vilket länge ägde betydelse. Hans sista arbete var Pratique criminelle des cours et tribunaux (1877).